# 新立村
新立村（しんりつむら）は、愛媛県の東予地方の宇摩郡にあった村。1954年（昭和29年）に上山村との2村の合併により新宮村となり、自治体としては消滅した。その後、新宮村は平成の大合併で四国中央市となり、現在に至っている。四国山地の山中、高知県境に位置する。

## 地理
四国山地の山中、南を笹ヶ峰など1000m級の山々で高知県と接する。北の川之江との間には700 - 800m級の山地が横たわっている。銅山川流域で、支流の馬立川が高知県境に源流を発し、北流し新宮で銅山川に合流し、東隣の上山村に流れ込む。馬立川の左右に小規模な集落が点在する。現在では、高知自動車道が南北に縦貫し、馬立に馬立パーキングエリアが設置されている。
山
塩塚峰、笹ヶ峰、三傍示山
河川
銅山川、馬立川、新瀬川
村名の由来
明治の成立時の旧村から一字ずつ取ったもの。

## 歴史

### 略史
中世
- 平家の落人伝説が残っている。

江戸時代
統治者はめまぐるしく変遷を遂げている。当地は江戸時代には四国山地を南北に縦貫する土佐街道が通り、主要交通ルートであった。街道を土佐藩山内氏が参勤交代に用い、馬立に本陣を構えていた。文政年間頃、和紙の生産が始まったとされる。また、明治時代まで馬立・新瀬川では木地師が木製品を製造していた。
- はじめ松山藩領
- 1636年（寛永13年） - 一柳氏領。
- 1643年（寛永20年） - 幕府領、松山藩預かり。
- 1698年（元禄11年） - 新宮が東西に分けられ、西を幕府領、東新宮と馬立、新瀬川を今治藩領とした。

明治以降
- 1925年（大正14年） - 銅山川の新宮の渡しに吊橋が架けられた。
- 1937年（昭和12年） - 川之江大豊線開通（今日の主要地方道）。
- 1938年（昭和13年） - 省営バス運行開始。
- 1951年（昭和26年） - 馬立川流域の地域で茶の栽培導入される。

### 村の沿革
- 1889年（明治22年）12月15日 - 町村制施行に伴い、新宮（しんぐう）村、新瀬川（しんせがわ）村及び馬立（うまたて）村の区域をもって、宇摩郡新立村が発足する。
- 1954年（昭和29年）3月31日 - 新立村及び上山村が合併し、新宮村が発足する。

```
新立村の系譜
（町村制実施以前の村）　（明治期）　　　　　　　（昭和の合併）　（平成の合併）
　　　　　　　　　　　　町村制施行時
新宮　　━━━━┓　　　　　　　　　　　　昭和29年3月31日
新瀬川　━━━━╋━━新立村━━━━━┓　 　合併
馬立　　━━━━┛　　　　　　　　　　┣━　新宮村━━━━━━┓平成16年4月1日
　　　　　　　　　　　上山村━━━━━┛　　　　　　　　　　　┃新設合併
　　　　　　　　　　　　　　　　　　　　　　　　　　　　　　　┣四国中央市
　　　　　　　　　　　　　　　　　　　　川之江市━━━━━━━┫
　　　　　　　　　　　　　　　　　　　　伊予三島市━━━━━━┫
　　　　　　　　　　　　　　　　　　　　土居町━━━━━━━━┛

（注記）新立村以外の合併以前の系譜はそれぞれの市町村の記事を参照のこと。

```

## 地域
明治の合併前の旧3箇村がそのまま大字となった。
新宮（しんぐう）、新瀬川（しんせがわ）、馬立（うまたて）
昭和の合併により新宮村となってからも同様。
平成の合併により四国中央市になってからは、大字を省き、「村」を「町」に変更する。
例　四国中央市新宮町馬立

## 産業
山地が大半であり、楮、茶、葉タバコなどを産した。農地は乏しく、江戸時代には年貢にも窮したことあった。

## 交通
古くは、土佐街道があった。
鉄道はなし。最寄り駅は川之江駅。

## 名所
- 塩塚峰